# 弗蕾德里克 (梅克倫堡-施特雷利茨)
梅克倫堡-施特雷利茨的弗蕾德里克（德語：Friederike Louise Caroline Sophie Charlotte Alexandrine，1778年3月3日—1841年6月29日），普魯士親王妃（1793年—1798年）、索爾姆斯-布勞恩費爾斯親王妃（1798年—1815年）、坎伯蘭公爵夫人（1815年—1841年）、漢諾威王后（1837年—1841年）。
弗蕾德里克是第一任梅克倫堡-施特雷利茨大公卡爾二世的第五女，四姐是普魯士王后路易絲，弟弟是梅克倫堡-施特雷利茨大公格奧爾格。

## 第一段婚姻
1793年，弗蕾德里克的父親安排了與普魯士王室的聯姻：她的姐姐路易絲和普魯士王儲腓特烈·威廉結婚，弗蕾德里克則和王儲的弟弟路德維希·卡爾結婚。兩人共有2子1女：
- 腓特烈王子（Friedrich Wilhelm Ludwig，1794年—1863年）
- 卡爾王子（Carl Georg，1795年—1798年），夭折
- 弗蕾德里克公主（Friederike Luise Wilhelmine Amalie，1796年—1850年），安哈特-德紹公爵夫人

1796年，路德維希因白喉去世。

## 第二段婚姻
1798年，弗蕾德里克懷上了索爾姆斯-布勞恩費爾斯王子腓特烈·威廉的孩子。為了避免未婚生子的醜聞，兩人於同年結婚。兩人共有3子1女：
- 威廉王子（Friedrich Wilhelm Heinrich Casimir Georg Carl Maximilian，1801年—1868年）
- 奧古絲特公主（Auguste Luise，1804年—1865年）
- 亞歷山大王子（Alexander Friedrich Ludwig，1807年—1867年）
- 卡爾王子（Friedrich Wilhelm Carl，1812年—1875年）

## 第三段婚姻
1814年，腓特烈·威廉因不明原因死亡（有人懷疑是弗蕾德里克對他下毒）。隔年，弗蕾德里克與汉诺威国王恩斯特·奥古斯特結婚，兩人唯一的兒子即格奧爾格五世。